# Nahuel Roselli
Nahuel Roselli (Mar del Plata, 14 de abril de 1985) es un futbolista argentino que juega como defensor en el Círculo Deportivo de Otamendi del Torneo Federal A.

## Trayectoria
Debutó en el Club Atlético Kimberley en 2005 jugando en este club el Torneo Argentino C. En 2006 pasó a jugar para Aldosivi de la Primera "B" Nacional en donde estuvo hasta 2009, año en que el que fue pretendido por Boca pero al final pasó a préstamo por un año a Newell's Old Boys de la Primera División de Argentina. Con este equipo fue subcampeón del Apertura 2009. En el Clausura 2010 fue transferido al Quilmes Atlético Club, equipo que militaba en ese momento en la Primera B Nacional. Luego jugó en el Club Atlético Aldosivi hasta la Primera B Nacional 2012/13. Durante la temporada 2013/14 jugó en Atlético Tucumán. A partir de julio del año 2014 fue jugador de Temperley, equipo de la Primera B Nacional de Argentina

## Clubes
| Club                      | País      | Año       |
| ------------------------- | --------- | --------- |
| Kimberley (Mar del Plata) | Argentina | 2005-2006 |
| Aldosivi                  | Argentina | 2006-2009 |
| Newell's                  | Argentina | 2009-2010 |
| Quilmes                   | Argentina | 2010-2011 |
| Aldosivi                  | Argentina | 2011-2013 |
| Atlético Tucumán          | Argentina | 2013-2014 |
| Temperley                 | Argentina | 2014-2015 |
| Talleres (Córdoba)        | Argentina | 2015-2016 |
| Banfield (Mar del Plata)  | Argentina | 2016-2017 |
| Círculo Deportivo         | Argentina | 2017-     |

Kimberley